# Hagioskop

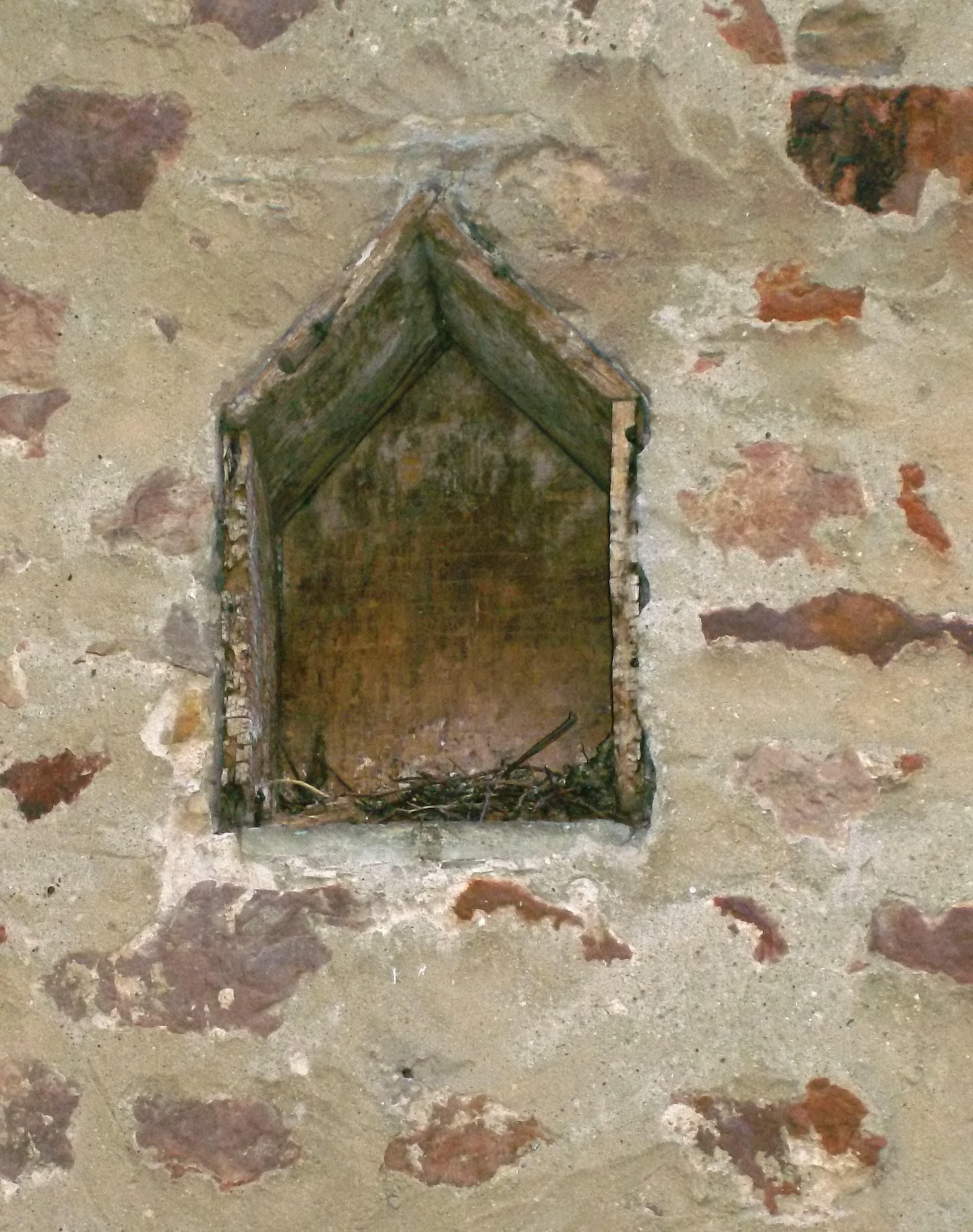
Hagioskop i Bad Iburgs klosterkyrka St. Clemens i Tyskland.

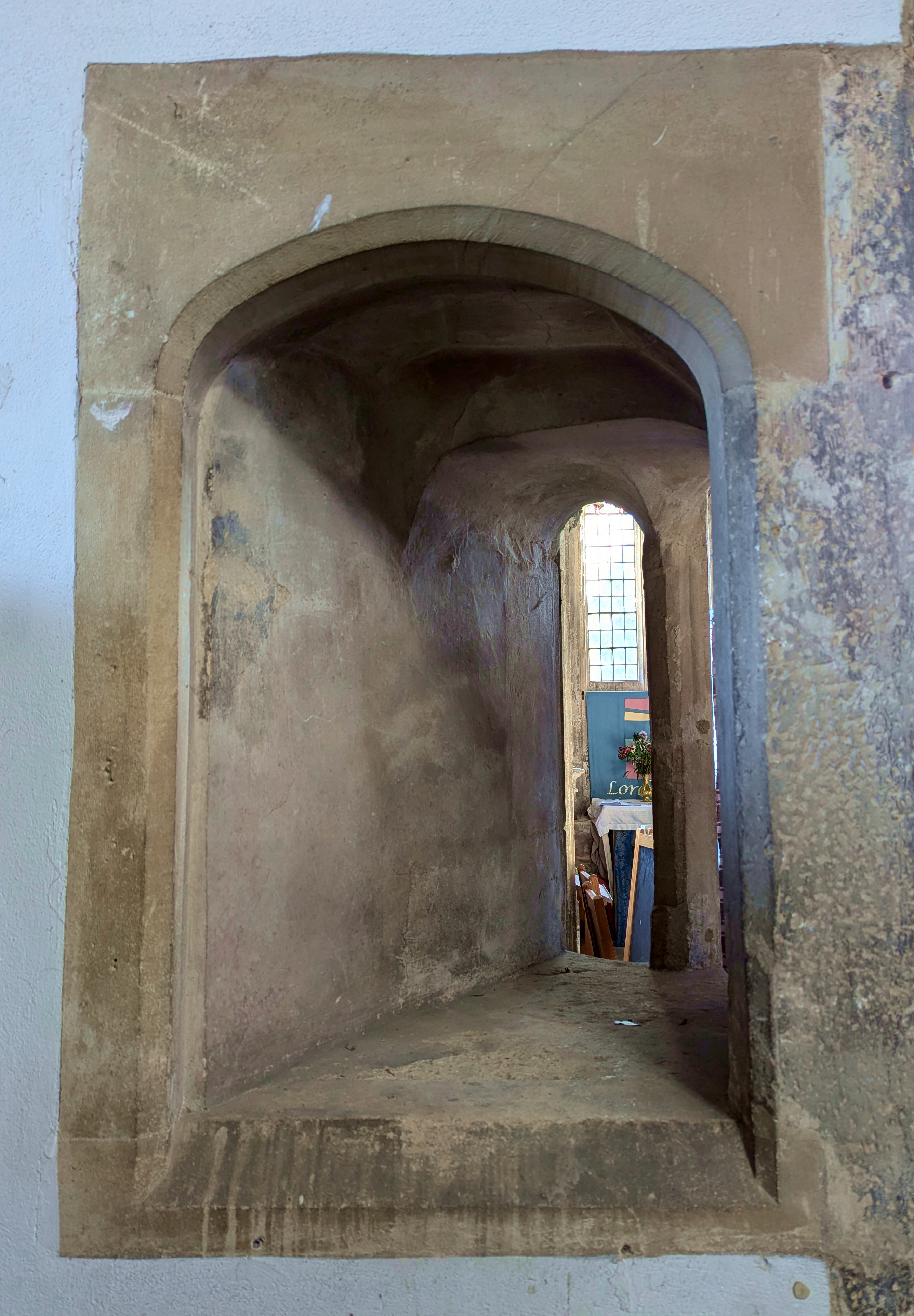
Hagioskop i St. Cyriac's church i Lacock i Wiltshire i England.

Hagioskop (från grekiskans άγιος, hagios, "helig", och σκοπεῖν, skopein, "att se", "att betrakta") är en öppning i väggen i en medeltidskyrka som möjliggjorde att delta på gudstjänsten från utsidan, till exempel sjuka personer som inte fick smitta resten av församlingen. En sådan glugg kan även vara placerad i en vägg inne i kyrkan.

## Exempel på hagioskop
- Atlingbo kyrka, Gotland: Bönekammare i tornets södra mur med trepassformat hagioskop mot öster.
- Bro kyrka, Gotland: Bönekammare vid tornets södra sida med fyrpassformat hagioskop mot koret.
- Endre kyrka, Gotland: Tidigare bönekammare av med samma placering som Bro och Martebo.
- Granhults kyrka, Småland: Urtagning mellan två stockar i korets södra vägg.
- Husaby kyrka, Västergötland: I korets södra vägg.
- Martebo kyrka, Gotland: Bönekammare vid tornets södra sida med trepassformat hagioskop mot koret.
- Munktorps kyrka, Västmanland: I vapenhuset.
- Strängnäs domkyrka, Södermanland: Vårfrukoret.
- Vall kyrka, Gotland: En bönekammare med hagioskop in mot tornets bottenvåning.
- Visby, Drottens kyrkoruin, hagioskop i östra delen av långhusets södra och norra sidor, vända mot sidoaltarna.
- Vireda kyrka, Småland: Ett runt hål i långhusets sydvägg.
- Vreta klosters kyrka, Östergötland: Genom ett hagioskop i yttermuren till Stenkils gravkapell söder om klosterkyrkan kan man västerifrån se kapellets altare.
- Väskinde kyrka, Gotland: En liten bönekammare i tornets södra mur med trepassformat hagioskop mot koret.